# Ardro pod Velikim Trnom
Ardro pod Velikim Trnom è un piccolo villaggio, situato ad est di Krško nella Slovenia, parte del territorio della bassa Carniola. È ora inclusa con il resto della municipalità nella regione dell'Oltresava inferiore.